# Paradiallus duaulti
Paradiallus duaulti là một loài bọ cánh cứng trong họ Cerambycidae.